# 黑鯨
《黑鯨》（英語：Blackfish）是一部2013年發行的紀錄片，主要是描述一隻公虎鯨提利康在美國海洋世界發生攻擊人員事件始末，主要以前訓練師的相關訪談來闡述。這部紀錄片於2013年1月19日首映在日舞影展中，後續由木蘭影業與CNN紀錄片在美國上市。
提利康幼年期（約1983年）於冰島被捕獲，輾轉販售至各水族館，並有3次讓接觸人員死亡的紀錄，本片為2010年在美國奧蘭多海洋世界發生訓練師黎明·布蘭喬死亡事件之後的報導和訪問。前訓練師群表示這絕非訓練師的錯，鯨豚學者和動物保護人士也表示圈養對虎鯨身心帶來緊迫和創傷，然而海洋公園拒絕接受本片採訪並不公開事件始末。
本片上映後的影響為群眾更為關注虎鯨圈養問題，海洋公園票房和股價顯著下滑，而美國紐約州和加州則立法禁止虎鯨圈養。日前加州宣布禁止海洋世界不得再繁殖圈養虎鯨後代，也不能到野外捕捉新的鯨。